# هوگو کوللا
هوگو کوللا (انگلیسی: Hugo Colella؛ زادهٔ ۱۶ سپتامبر ۱۹۹۹) بازیکن فوتبال اهل فرانسه است.